# Boeing 247
Il Boeing 247 fu un aereo di linea bimotore e monoplano ad ala bassa, sviluppato dall'azienda aeronautica statunitense Boeing negli anni trenta del XX secolo.
Progetto che presentava soluzioni molto avanzate per l'epoca, come la struttura semimonoscocca in alluminio anodizzato, le guaine pneumatiche di sghiacciamento sui bordi delle superfici alari e il carrello retrattile, è da più parti considerato rivoluzionario tanto che, secondo alcuni, segnò il confine tra due epoche nel trasporto aereo.
Ordinato in sessanta esemplari quando ancora era sul tavolo da disegno, fu impiegato da diverse compagnie aeree sia in patria che all'estero tanto prima che dopo la seconda guerra mondiale, conflitto che lo vide impegnato in compiti di trasporto con la designazione di C-73.

## Storia del progetto
Considerevolmente influenzato dai precedenti Model 200 e 215 il progetto del 247 ebbe una gestazione complessa e costellata da controversie: da un lato l'ingegnere capo della Boeing, Robert J. Minshall, voleva un aereo non più grande di quelli già in produzione, giustificando tale scelta citando le opinioni dei piloti e valutando i costi necessari per la realizzazione di nuovi hangar; di contro sia Fred Rentschler (ingegnere della Pratt & Whitney) che Igor Sikorsky (all'epoca titolare della Sikorsky Aircraft Corporation) propendevano per un aereo di maggiori dimensioni che avrebbe offerto maggiore comfort ai passeggeri, in particolare nel corso dei voli di maggiore durata.

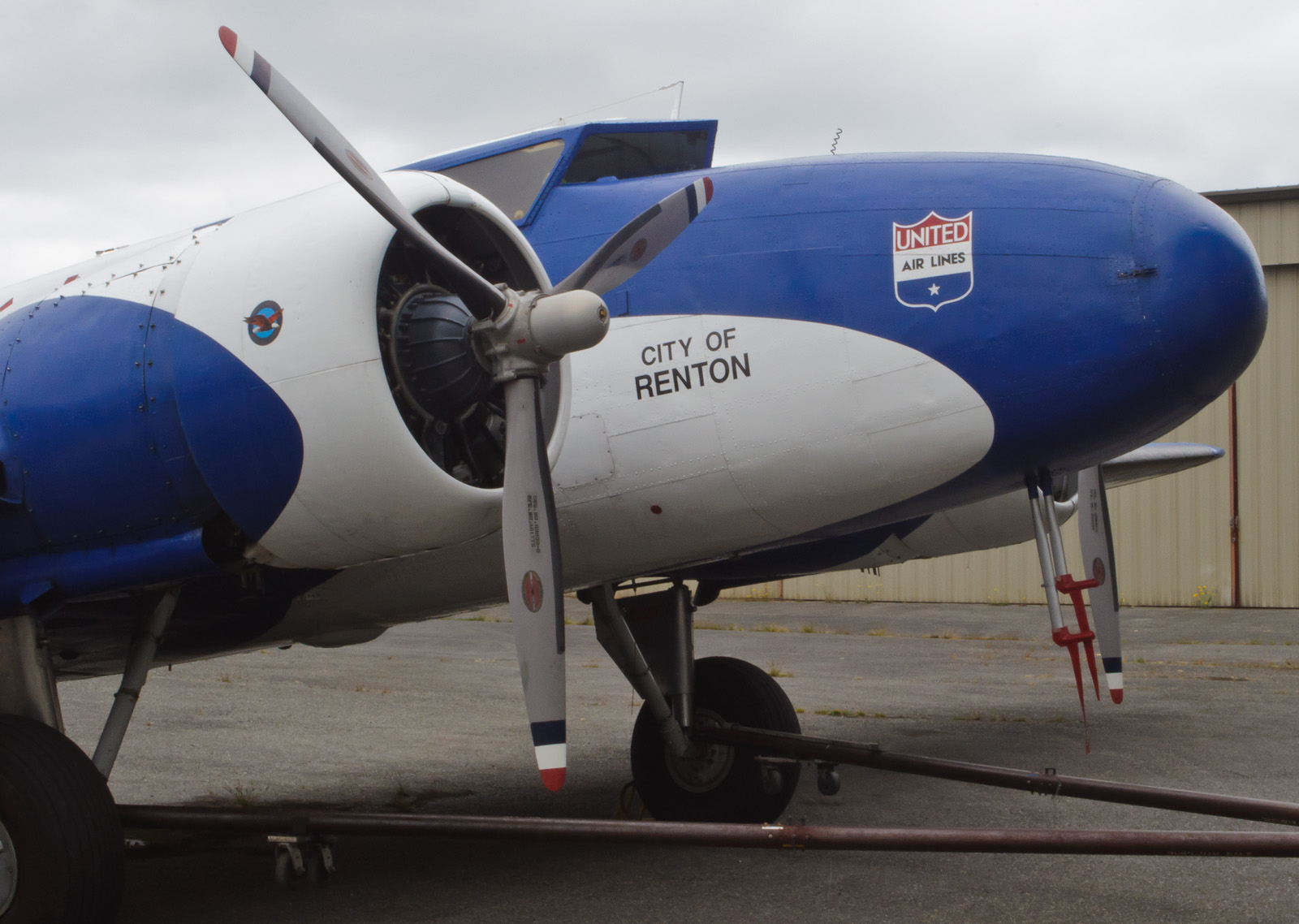
Primo piano della prua di un Boeing Model 247 con i colori della United Air Lines.

Alla fine prevalsero i sostenitori della soluzione con dimensioni più contenute: il Model 247 si presentava come un bimotore da trasporto ad ala bassa a sbalzo, caratterizzato dalla snella fusoliera di sezione ovale e dalla struttura di tipo semimonoscocca, leggermente più piccolo e leggero dei trimotori (Ford, Fokker e Boeing) che avrebbe presto sostituito. Il prezzo da pagare fu costituito dal longherone dell'ala che attraversava il pavimento della cabina passeggeri, creandovi un ampio scalino in tutta la sua larghezza.
Il Model 247 fu acquistato nel corso del 1932, ancora prima di lasciare il tavolo da disegno, dalla Boeing Air Transport System, compagnia controllata dalla United Air Lines, che ne ordinò 60 esemplari. Le tecnologie innovative impiegate e le caratteristiche aerodinamiche del velivolo non solo resero obsoleti i velivoli allora prodotti dalla concorrenza, ma permisero anche di ridurre sensibilmente i costi d'esercizio, caratteristica rilevante negli anni immediatamente successivi alla Grande depressione.
In ritardo di circa un anno sui tempi previsti, il Model 247 fu portato in volo per la prima volta l'8 febbraio del 1933 al cospetto di 15 000 persone che assistettero all'evento; in seguito fu messo in mostra all'Esposizione universale di Chicago che ebbe inizio il maggio seguente. Ne furono realizzati complessivamente 75 esemplari.

## Tecnica

### Cellula
Il Model 247 era un monoplano ad ala bassa, a sbalzo, dalle linee affusolate realizzato con struttura semimonoscocca interamente metallica, seguendo il solco tracciato con i precedenti Monomail (Model 200 e 221) e Y1B-9 (Model 214, 215 e 246).
La fusoliera, di sezione ovale, ospitava la cabina di pilotaggio completamente chiusa e il vano passeggeri che poteva ospitare dieci persone alloggiate in due file di cinque sedili ciascuna. Il vano di carico a poppa era destinato ai bagagli e al trasporto di corrispondenza, fino ad un massimo di 400 lb (180 kg). Sempre nella zona posteriore della fusoliera era disposta una toilette.
Nei primi esemplari costruiti la cabina di pilotaggio aveva parabrezza inclinato in avanti al fine di ovviare al riflesso generato dal pannello di controllo degli strumenti in particolare nei voli notturni; negli esemplari della variante 247D il parabrezza ritornò alla più consueta inclinazione verso poppa, mentre il problema dell'abbagliamento notturno fu risolto installando una paratia orizzontale al di sopra del pannello di controllo.
L'ala era installata in posizione bassa e il longherone attraversava la fusoliera, alle spalle del terzo sedile, formando un ampio scalino nel corridoio; al bordo d'entrata, poco distanti dalla radice, erano collocate le gondole dei motori. Nei primi esemplari la copertura aerodinamica delle testate era costituita da anelli metallici che, nella versione 247D, erano sostituite da cappottature NACA. Elementi caratteristici, e innovativi, delle superfici alari del Boeing 247 erano il sistema di sghiacciamento, realizzato con guaine pneumatiche, e i trim presenti sia sugli alettoni che sugli equilibratori.
L'ala, all'interno del proprio spessore, alloggiava anche il carrello d'atterraggio: le gambe dei due elementi anteriori si ritraevano con movimento all'indietro e le ruote (prive di qualsiasi carenatura) sporgevano parzialmente dalla superficie inferiore dell'ala.
L'impennaggio era di tipo classico con equilibratori e stabilizzatori disposti alla base della deriva e del timone.

### Motore
Il motore utilizzato per equipaggiare il Boeing Model 247 fu il Pratt & Whitney R-1340, conosciuto con la denominazione commerciale "Pratt & Whitney Wasp" (Vespa, in lingua inglese): si trattava di un motore radiale a nove cilindri raffreddato ad aria che, nella versione S1D1 installata sui primi esemplari del Model 247, era in grado di sviluppare la potenza di 550 hp (410 kW) a 2200 giri/min a 5 000 ft (1 524 m). Sugli esemplari della variante 247D furono invece installati motori della variante S1H1G, leggermente depotenziati e dotati di riduttore dei giri dell'elica, che erogavano 500 hp (370 kW), sempre a 2200 giri/min ma a 8 000 ft (2 438 m).

### Sistemi e impianti
Tra le innovazioni introdotte dalla Boeing nel Model 247 si annoverano alcuni strumenti giroscopici nel pannello di controllo per permettere il volo strumentale ed un sistema di pilotaggio automatico, in grado di controllare il velivolo per un considerevole periodo di tempo.

## Impiego operativo
Il primo volo commerciale di un Boeing 247 fu effettuato il 30 marzo del 1933, a soli cinquanta giorni dal primo volo del prototipo, con i colori della United Air Lines. Prima della fine di giugno gli esemplari in servizio con la United erano trenta; operanti sulle principali rotte nazionali, i Model 247 avevano consentito di ridurre considerevolmente i tempi di percorrenza: un volo coast-to-coast richiedeva ora 19 ore e 45 minuti, contro le 26 ore e 45 minuti necessarie ai Ford Trimotor della Trans World Airlines.

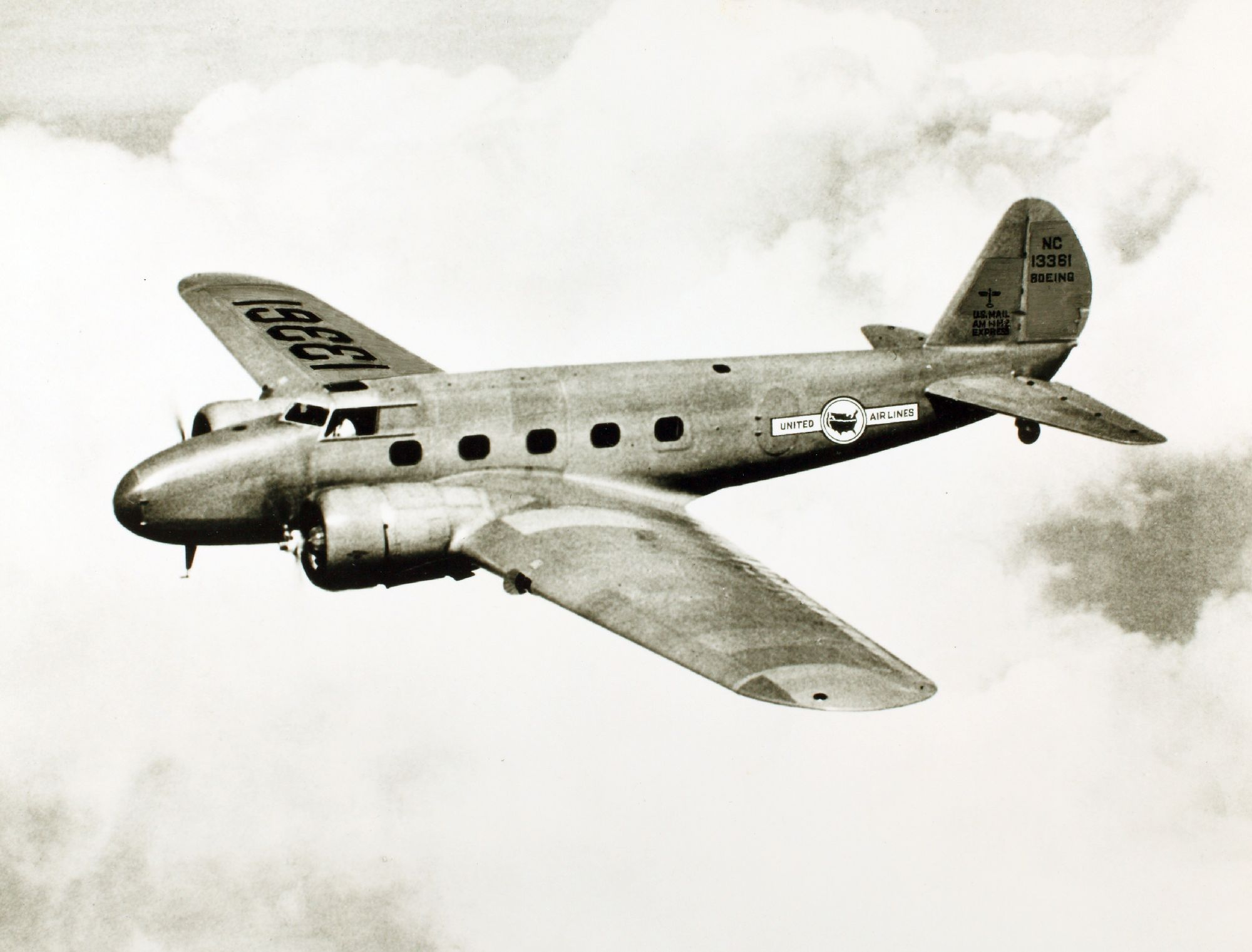
Un Model 247 con le insegne della United Air Lines.

A scopo promozionale un Model 247 fu modificato, mediante l'installazione di serbatoi di carburante nella fusoliera, per partecipare al MacRobertson Trophy Air Race (competizione aviatoria nota anche come "Australia Race" oppure "Londra-Melbourne"), svoltasi nell'ottobre del 1934. L'aereo, pilotato dal famoso aviatore Roscoe Turner, si classificò al terzo posto assoluto e secondo nella classe "trasporti", battuto solamente da quello che sarebbe diventato il suo principale concorrente sul mercato dell'aviazione commerciale, il Douglas DC-2.
Quando gli Stati Uniti d'America, alla fine del 1941, entrarono in guerra, 27 dei Boeing 247 ancora in servizio furono presi in carico dall'United States Army Air Forces con la designazione C-73. Poco adatti al ruolo di trasporto truppe o cargo, date le ridotte dimensioni dei portelloni, gli aerei furono utilizzati per gli spostamenti degli equipaggi dell'aviazione e per l'addestramento; furono reintrodotti nel mercato delle aerolinee civili alla fine del 1944, dismessi dall'USAAF in quanto ritenuti non più necessari.

### Incidenti
Un Boeing 247 della United Air Lines (matricola NC-13304) fu protagonista, il 10 ottobre del 1933, del primo caso di attentato ad un volo di linea, distrutto da un ordigno a base di nitroglicerina nel cielo di Chesterton, durante un volo tra Cleveland e Chicago.

## Versioni

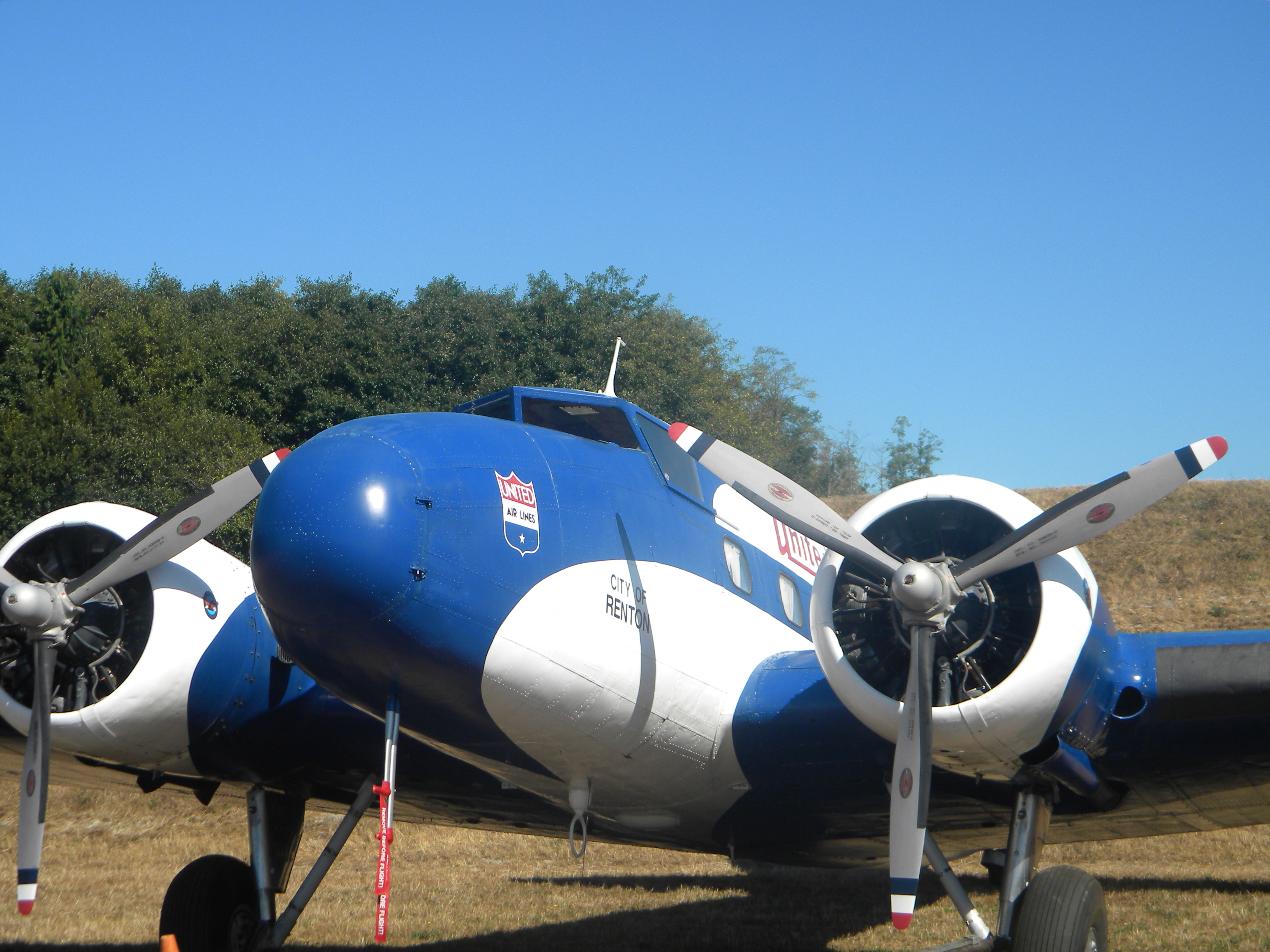
Veduta frontale di uno degli ultimi Model 247A.

- Model 247: versione originaria (Approved Type Certificate n°500) realizzata per il trasporto di dieci passeggeri, i rispettivi bagagli e 400 lb (180 kg) di corrispondenza. Furono realizzati 60 esemplari, dotati di motori Pratt & Whitney R-1340 Wasp S1D1 da 550 hp (410 kW), con autonomia di 485 mi (781 km)[3].
  - Model 247A: trentesimo esemplare di produzione, modificato in trasporto di lusso e dotato di due motori Pratt & Whitney R-1535 Twin Wasp Junior. In considerazione delle modifiche apportate fu identificato come nuovo modello (ATC n°524); fu portato in volo per la prima volta il 14 settembre 1993 (?). Venne impiegato come velivolo per ricerca e sviluppo dalla Pratt & Whitney che lo consegnò alla United Aircraft dalla quale fu mantenuto in servizio oltre la fine della seconda guerra mondiale[7].
  - Model 247E: fu la designazione assegnata al primo Model 247 quando fu utilizzato dalla Boeing per testare le diverse nuove soluzioni destinate alla versione 247D, in particolare i piani verticali dell'impennaggio. Una volta completate le prove, e ripresi i voli di linea, l'aereo era identico ai 247D di produzione ma mantenne la designazione 247E. Fu uno degli esemplari acquisiti dall'U.S.A.A.F.[3].
- Model 247B: versione non realizzata.
- Model 247C: versione non realizzata.
- Model 247D: versione migliorata del bimotore originale. Esternamente l'aereo si riconosceva per la vetratura della cabina inclinata verso il posteriore, la cappottatura NACA dei motori e per le superfici di coda ricoperte di tela (anziché di metallo). Queste modifiche, unitamente ai motori dotati di riduttore, furono riconosciute nel nuovo ATC 558. Ne furono realizzati ex novo 13 esemplari e furono portati a questo standard quasi tutti i precedenti "247"; non tutti, però, ricevettero la nuova vetratura inclinata verso il posteriore[19]. Nel corso del 1942 un totale di 27 "Model 247D" furono acquisiti dall'U.S.A.A.F. ed impiegati con la designazione C-73; questi aerei furono dichiarati surplus nel corso del 1944 e, dismessi dal servizio con la forza armata, venduti ad operatori privati e piccole aviolinee[20].
  - Model 247Y: settimo esemplare della versione 247D che, dopo aver prestato servizio per la United Air Lines, fu riacquisito dalla Boeing per la trasformazione in aereo militare. La sua autonomia fu estesa grazie al posizionamento in fusoliera di quattro serbatoi di carburante; fu dotato di due mitragliatrici calibro .50 in sul muso ed una brandeggiabile ventrale dietro la cabina di pilotaggio. Fu acquistato da Zhang Xueliang, giovane signore della guerra cinese protagonista dell'Incidente di Xi'an[6].

## Utilizzatori

### Civili

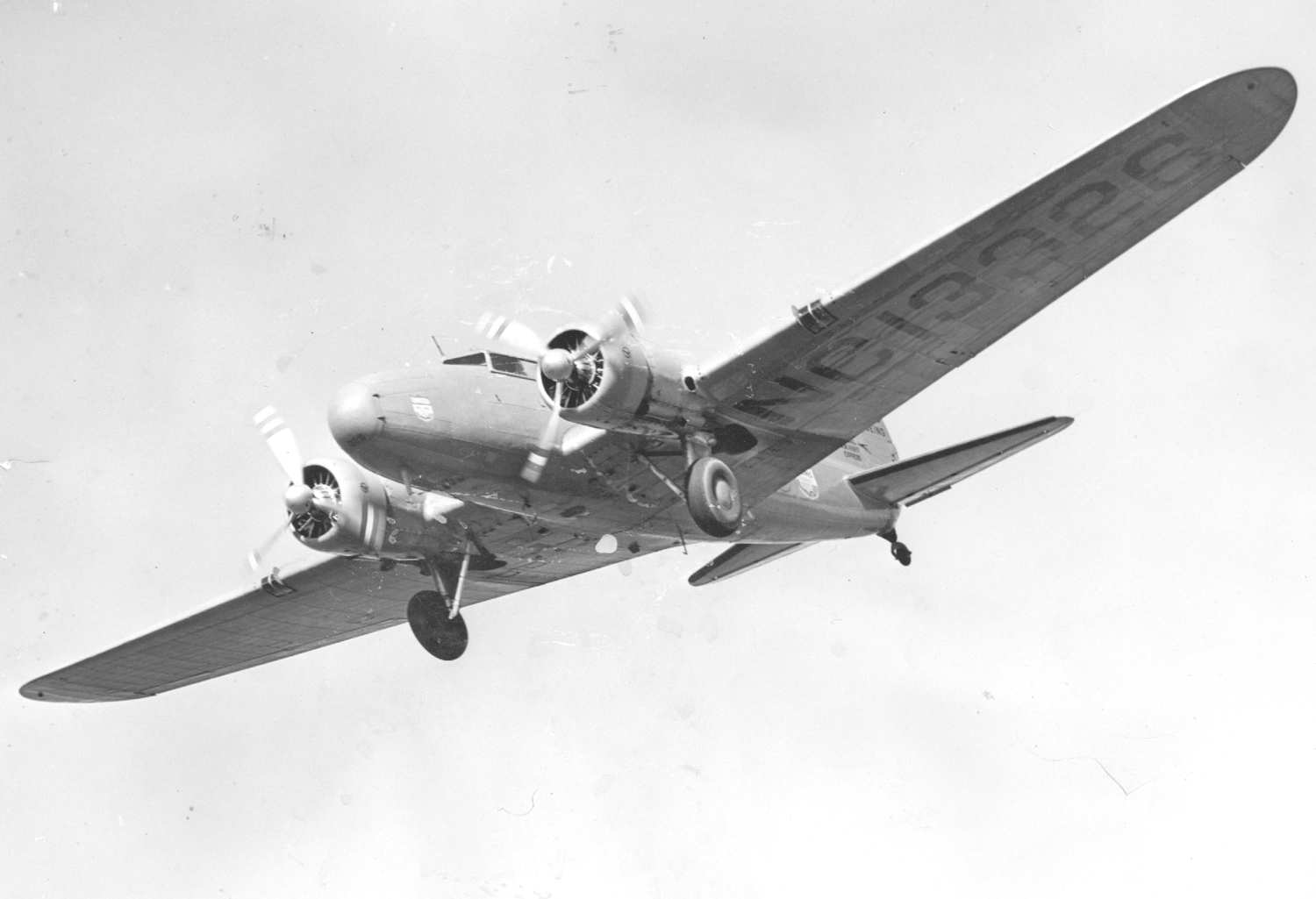
Un Model 247 della United, in fase di atterraggio.

Colombia
- SCADTA (10 esemplari)

 Germania
- Lufthansa (4 esemplari)

 Taiwan
- un privato operò un Boeing 247.

 Stati Uniti
- Boeing Air Transport
- United Airlines
- Western Airlines

### Militari

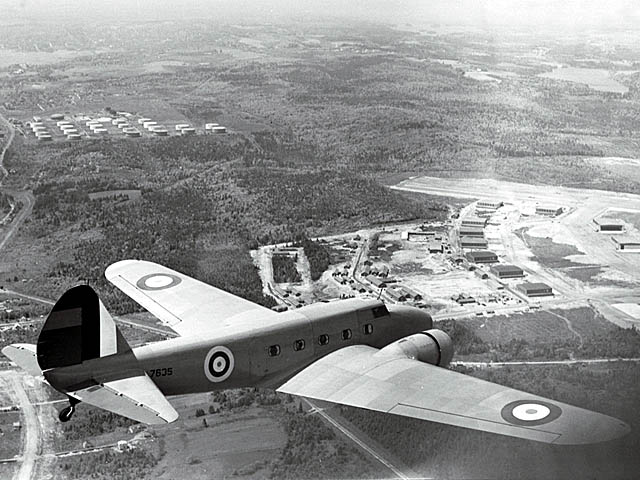
Un 247 della Royal Air Force in volo.

Canada
- Royal Canadian Air Force

 Regno Unito
- Royal Air Force

 Stati Uniti
- United States Army Air Forces

### Annotazioni
1. ↑  Le due aziende all'epoca erano parte, insieme alla Boeing, di un più ampio gruppo di imprese noto con il nome di United Aircraft and Transport Corporation, nel 1934 scorporate nella United Aircraft Corporation e nella Boeing Airplane Company.
2. ↑  Anche le due aziende di trasporto erano parte del conglomerato di società che formavano la United Aircraft and Transport Corporation.

### Fonti
1. 1 2 3 4 5 6  The Boeing Company, Model 247 Commercial Transport.
2. 1 2  Bryan 1979.
3. 1 2 3 4 5 6  Bowers 1989, p. 213.
4. ↑  van der Linden 1991, pp. 23-25.
5. 1 2 3 4 5 6 7  Boeing Model 247, in "www.aviation-history.com".
6. 1 2 3 4 5 6 7 8 9 10  Boeing Model 247, in "acepilots.com".
7. 1 2 3 4  Bowers 1989, p. 209.
8. 1 2 3 4  L'Aviazione 1988, p. 240.
9. 1 2  Boeing 247, in "www.aviastar.org".
10. 1 2 3  Angelucci e Matricardi, 1976, p. 252.
11. ↑  Bowers 1989, p. 207.
12. 1 2 3 4  Angelucci e Matricardi, 1976, p. 253.
13. ↑  Model 247/C-73 Transport, in "www.boeing.com".
14. 1 2  Boeing 247, in "all-aero.com".
15. 1 2  The story of the Australia race, Flight, 25 ottobre 1934.
16. ↑  1933 Crash of United Airlines Trip 23 Boeing 247 NC13304, FBI Records: The Vault.
17. ↑  Seven killed in crash of giant transport plane, su "www.fultonhistory.com".
18. ↑  ASN Wikibase Occurrence # 34169, su "aviation-safety.net".
19. ↑  Bowers 1989, p. 211.
20. ↑  Bowers 1989, p. 212.

### Riviste
- (EN) Victor Seely, Boeing's Grand Old Lady, in Air Classics, Vol. 4, No. 6, agosto 1968.
- (EN) The story of the Australia race, in Flight, 25 ottobre 1934,  pp. 1110-1122.
- (EN) Third in the speed race, in Flight, 8 novembre 1934,  pp. 1180-81.